# Saga de Króka-Refs
La Saga de Króka-Refs es una de las sagas de los islandeses. Fue escrita en el siglo XIV y cuenta las aventuras de Refr Steinsson, una versión masculina de Cenicienta, quien logra la grandeza tanto en el combate como en la estrategia. Es una obra bien compuesta y muy entretenida. El nombre del Refr (nórdico antiguo: zorro) se refiere a su fama por sus astutos trucos e infalibles triquiñuelas. Resalta especialmente por los juegos de palabras cuando se informa de la muerte de Grani al rey Harald Hardrada, en la línea de Skáldskaparmál de Snorri Sturluson. También hay una parte sobre las aventuras de Refr en Groenlandia. La saga fue valorada al principio como un pastiche de parodia sobre el género.